# FC Córdoba (Frauenfußball)
Die Frauenfußballabteilung vom FC Córdoba wurde im Jahr 2018 gegründet.

## Geschichte
Die Ursprünge der gegenwärtigen Frauenabteilung des FC Córdoba gehen auf den unabhängigen Verein Asociación Deportiva El Naranjo zurück. Dieser aus dem gleichnamigen Stadtviertel in Córdoba stammende Klub erreichte 2010/11 die Segunda División. Nach zwei Abstiegen und sofortigen Wiederaufstiegen aus der Regionalliga, konnte sich die erste Frauenmannschaft ab 2014/15 in der zweiten Spielklasse etablieren. Am 15. Juni 2018 verkündete der FC Córdoba die Inkorporierung von AD El Naranjo, das fortan ihre Frauensektion bilden sollte. In ihrer ersten Saison konnte die erste Mannschaft durch einen dritten Platz in der Gruppe 3 der Segunda División den Klassenerhalt sichern. In jener Spielzeit wurde die zweite Liga von 112 auf 32 Mannschaften reduziert. Zu einer erneuten Umstrukturierung kam es im Anschluss an die Saison 2021/22, diesmal wurde die Anzahl der Teams von 32 auf 16 halbiert. Der FC Córdoba beendete die reguläre Spielzeit auf dem achten Rang der Gruppe Süd und setzte sich im darauffolgenden Playoff um den Klassenerhalt mit 1:0 gegen Saragossa CFF durch.

## Bekannte Spielerinnen
- Michi Gotō
- Lisa-Marie Scholz